# Lipiennik Loesela
Lipiennik Loesela (Liparis loeselii (L.) Rich.) – gatunek byliny należący do rodziny storczykowatych (Orchidaceae). Gatunek typowy. Występuje w Europie, Ameryce Północnej oraz Azji, niemal wyłącznie w obszarze klimatu umiarkowanego ciepłego. W Polsce wyłącznie na niżu, głównie na Pomorzu i Mazurach. Na terenie Europy gatunek rzadki, zagrożony wyginięciem, jedyny przedstawiciel rodzaju Liparis, który na świecie obejmuje 418 gatunków. Nazwa gatunkowa upamiętnia niemieckiego botanika i lekarza – Johannesa Loesela.

## Morfologia

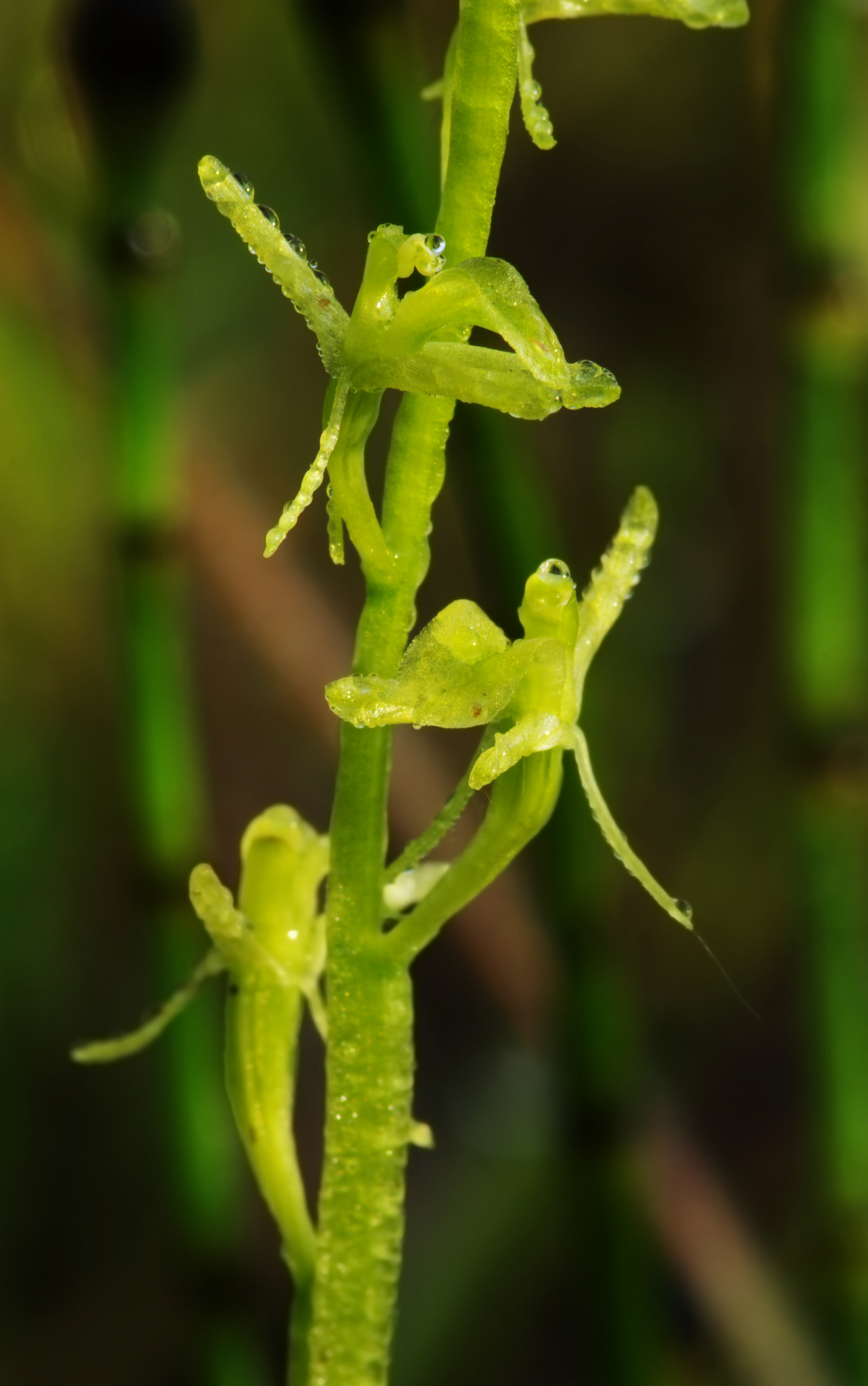
Kwiaty

PokrójNiepozorna, mała i delikatna roślina o żółtawozielonej barwie, dorastająca do 20 cm wysokości. Łodyga wyrasta z okrągławej pseudobulwy otoczonej pochwami liściowymi. Pęd trójkanciasty, nagi, zwykle z dwoma lancetowatymi liśćmi.
LiścieMiękkie i lśniące, zwykle dwa (rzadko trzy) lancetowate bądź eliptyczne o zaostrzonych wierzchołkach. Wyrastają niemal naprzeciwlegle siebie.
Część podziemnaPosiada dwie pseudobulwy, zeszłoroczną i tegoroczną, otulone pochwami. Z zeszłorocznej wyrasta pęd nadziemny, tegoroczna gromadzi substancje zapasowe dla przyszłorocznego pędu.
KwiatyNa szczycie łodygi, małe i niepozorne, zielonkawe lub żółtobiałe, zebrane w 3–18 kwiatowy kwiatostan o długości do 8 cm. Kwiaty wyrastają na nieco skręconych szypułkach o długości 2-3 mm. Zewnętrzne listki okwiatu równowąskie, warżka tępa, bez ostrogi, o karbowanych brzegach i długości 4–5 mm. Długi na 3–4 mm prętosłup ma białawe pyłkowiny.
OwoceBardzo małe w stosunku do wielkości kwiatów, pękające podłużnym szwem. Zawierają bardzo drobne nasiona dorastające 0,34 mm długości i 0,16 mm szerokości.

## Biologia i ekologia
RozwójRoślina światłolubna, geofit i hemikryptofit. Kwitnie od maja do lipca. We wczesnych stadiach rozwojowych, roślina potrzebuje partnera mikoryzowego. W trzecim roku od infekcji grzybem, rozwija się stadium juwenilne z jednym niewielkim liściem, w kolejnych stadiach roślina rozwija po dwa liście. Najczęściej rozmnaża się generatywnie w wyniku samozapylenia, rzadziej wegetatywnie, przez tworzenie się w pochwach liści pąków przybyszowych. Kwiaty pojawiają się dopiero w siódmym roku od wykiełkowania nasion. Zwykle rośnie w skupiskach po kilka osobników.
Siedlisko (biologia)Torfowiska i bagna między poduszkami mchów z podłożem węglanowym, na wysokości 0–1000 m n.p.m.. Stwierdzany także na siedliskach antropogenicznych.
FitosocjologiaW klasyfikacji zbiorowisk roślinnych gatunek charakterystyczny dla O/All. Caricetalia davallianae i Ass. Orchido-Schoenetum nigricantis.
GenetykaLiczba chromosomów 2n=26.

## Zmienność
Gatunek zróżnicowany na 4 podgatunki:
- Liparis loeselii subsp. loeselii – występuje w całym zasięgu gatunku
- Liparis loeselii subsp. orientalis Efimov – występuje w Ałtaju
- Liparis loeselii subsp. sachalinensis (Nakai) Efimov – rośnie na Sachalinie

## Zagrożenia i ochrona
Roślina objęta w Polsce ścisłą ochroną gatunkową. W Polsce znanych jest ok. 200 stanowisk, z których znaczna część ma charakter historyczny. Występuje w 4 parkach narodowych (Biebrzańskim, Drawieńskim, Poleskim, Wigierskim), oraz w ok. 20 rezerwatach. Najliczniejsze skupiska tej rośliny na Pojezierzu Sejneńskim i w Dolinie Rospudy nie są objęte ochroną obszarową. W 2008 roku jedno stanowisko odnaleziono na terenie miasta Krakowa.
Kategorie zagrożenia:
- Kategoria zagrożenia w Polsce według Czerwonej listy roślin i grzybów Polski (2006)[14]: E (wymierający); 2016: VU (narażony)[15].
- Kategoria zagrożenia w Polsce według Polskiej czerwonej księgi roślin[16]: VU (vulnerable, narażony).